# Santi Cosma e Damiano (Donatello)
I Santi Cosma e Damiano è uno stucco policromo di Donatello che decora la parete destra sulla Porta degli Apostoli a lato della scarsella della Sagrestia Vecchia nella basilica di San Lorenzo a Firenze. La sua forma è quella di un quadrato sormontato da un semicerchio (215x180cm) e circondato da una cornice. Risale al 1428-1443 e sebbene vari studiosi abbiano proposto datazioni entro intervalli più brevi, non c'è accordo al riguardo.

## Storia
La Sagrestia di Brunelleschi, commissionata da Giovanni di Bicci de' Medici, venne realizzata tra il 1421 e il 1428. Un primo contatto con Donatello dovette risalire già al 1428, quando iniziò a fornire i primi rilievi, tra cui, forse, i tondi della Storia di San Giovanni evangelista. Solo nel 1434, dopo la morte di Giovanni e il ritorno di Donatello da Roma, Cosimo de' Medici fece un nuovo contratto con Donatello, che lavorò a più riprese, vista anche la mole del lavoro. Si sa che alla partenza dello scultore per Padova gli stucchi e i bronzi commissionati erano tutti conclusi (1443): otto medaglioni monumentali, due lunette-soprapporte e due porte bronzee.
Brunelleschi non fu contento dei lavori di Donatello alla sua Sagrestia: essi andavano a intaccare quell'essenzialità decorativa di cui si faceva promotore, inoltre non aveva gradito che non fosse stato interpellato nemmeno per un parere. Fu la fine dell'amicizia e della collaborazione tra i due geni del primo Rinascimento.
Nel restauro del 1984-1986 è emersa una qualità esecutiva inferiore nel rilievo dei Santi Cosma e Damiano, che ha fatto ipotizzare la mano di un assistente, forse Michelozzo.

## Descrizione e stile

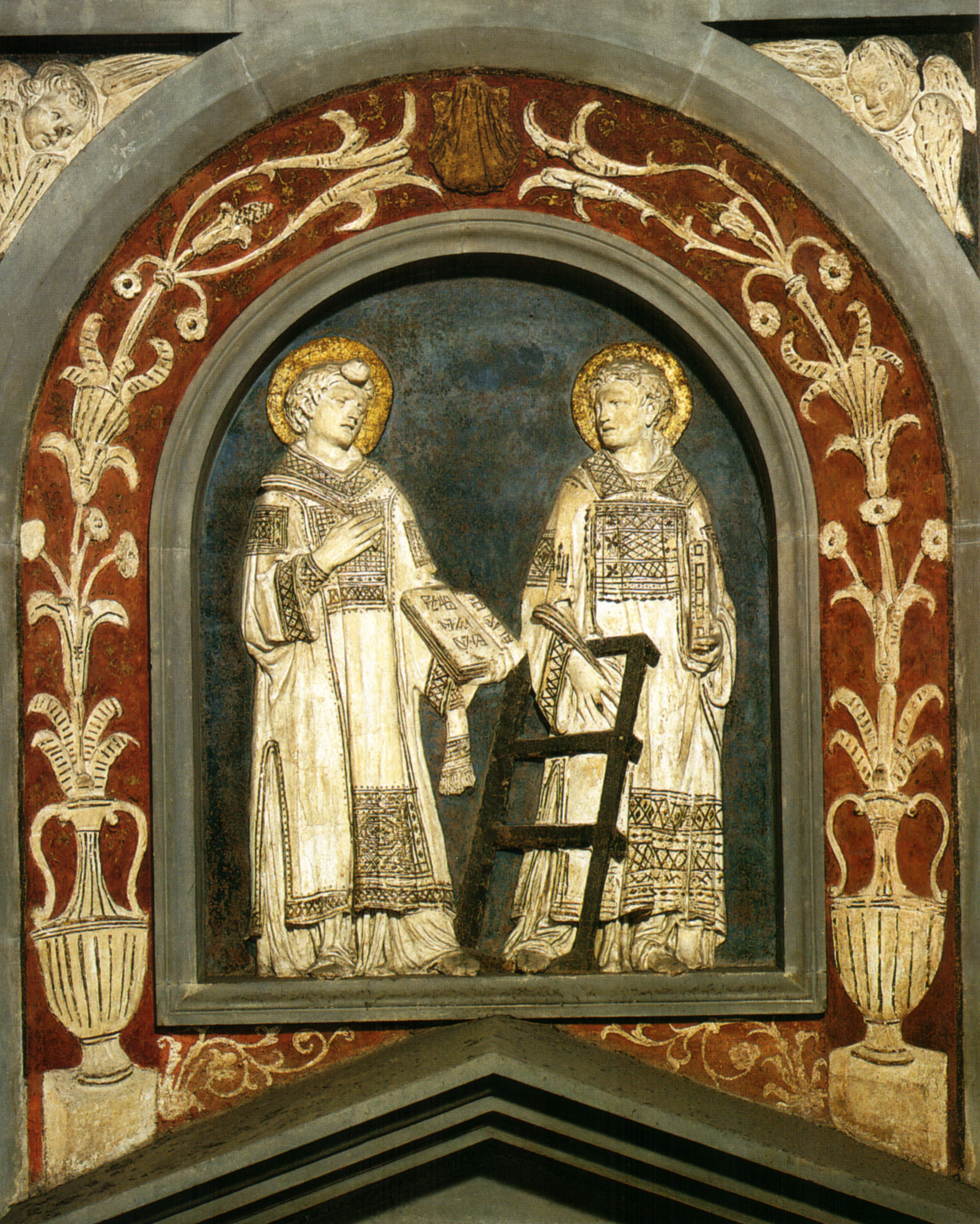
Santi Stefano e Lorenzo

Le obiezioni di Brunelleschi sono più facilmente immaginabili a proposito degli interventi ai lati della scarsella: la ricchezza decorativa, la policromia e un certo horror vacui di queste opere sono infatti quanto di più lontano dall'austera semplicità dell'architettura.
La coppia di santi è trattata in  maniera simile ai tondi degli Evangelisti, ovvero con figure monumentali e isolate, rese con la bicromia bianco/azzurro, in questo caso arricchita, oltre che dalle aureole dorate, anche da una serie di dettagli disegnati col nero, soprattutto nelle vesti.
I Santi Cosma e Damiano erano due gemelli che praticavano l'attività di medici-chirurghi, per cui vennero scelti dai Medici come santi protettori per l'analogia col loro cognome. Essi sono riccamente abbigliati all'antica ed appaiono come rivolti l'uno all'altro in un dialogo. Sulla spalla hanno appoggiato il berretto da medico che contraddistingue le loro raffigurazioni. Uno dei due tiene in mano un libro, mentre l'altro ha la tipica scatola degli unguenti.
La cornice in rosso mattone bilancia coloristicamente l'insieme, riprendendo il colore dominante nei tondi delle Storie di San Giovanni Evangelista. Vi sono raffigurati in bianco due anfore all'antica dove escono elaborati racemi floreali che ricordano i viticci allora in voga (come quelli del lavabo del Buggiano in Duomo) e sono diversi da quelli della cornice sull'altra parete. In mezzo si trova una conchiglia dorata, simbolo di pellegrinaggio cristiano. Negli spicchi ai lati dell'arco si trovano due cherubini bianchi su sfondo azzurro.